# Реовачка греда
Реовачка греда је гребен планине Орјен који се налази у Кривошијама, на југозападу Црне Горе, који одваја Бијелогорску висораван од остатка Орјенског ланца. Гребен се протеже у дужини од 17 километара од врха Вучји зуб на западу, на граници Црне Горе и Босне и Херцеговине и села Црквице и Малов До на истоку. Његов највиши врх је Пазуа, који је висок 1.769 метара.
Смештена у великом карстном ланцу Орјена, Реовачка греда се састоји углавном од кречњака. Јужна страна гребена се користи за традиционално пењање.